# Élections législatives de 1986 en Moselle
Les élections législatives françaises de 1986 ont lieu le 16 mars 1986. Dans le département de la Moselle, dix députés sont à élire dans le cadre d'un scrutin proportionnel par liste départementale à un seul tour.

## Élus
| Député élu         |  | Parti     |
| ------------------ |  | --------- |
| Jean Laurain       |  | PS        |
| René Drouin        |  | PS        |
| Charles Metzinger  |  | PS        |
| Pierre Messmer     |  | RPR       |
| Jean-Louis Masson  |  | RPR       |
| Jean-Marie Demange |  | RPR       |
| Jean Seitlinger    |  | UDF (CDS) |
| Denis Jacquat      |  | UDF (PR)  |
| Guy Herlory        |  | FN        |
| Jean Kiffer        |  | CNIP      |

## Listes en présence

### Mouvement pour un parti des travailleurs
| N° | Candidats              | Parti | Parti | Principales fonctions                          |
| -- | ---------------------- | ----- | ----- | ---------------------------------------------- |
| 01 | Jean-Claude Morisse    |       | MPPT  | Premier adjoint au maire de Behren-lès-Forbach |
| 02 | Alain Philippe         |       | MPPT  | Ancien maire d'Audun-le-Tiche                  |
| 03 | Pierre Mey             |       | MPPT  | Sidérurgiste                                   |
| 04 | Gérard Thinès          |       | MPPT  | Conseiller d'orientation                       |
| 05 | François Lorentz       |       | MPPT  | Contremaître                                   |
| 06 | Joseph Schoumer        |       | MPPT  | Mineur de fond                                 |
| 07 | Pierre Lux             |       | MPPT  | Enseignant                                     |
| 08 | Albert Dal Pozzolo     |       | MPPT  | Rédacteur                                      |
| 09 | Marie-Claude Sauvageot |       | MPPT  | Mère de famille                                |
| 10 | Rocco Petulla          |       | MPPT  | Employé à la Sécurité sociale                  |
|    |                        |       |       |                                                |
| 11 | Laurent Bourhis        |       | MPPT  | Professeur de philosophie                      |
| 12 | Serge Kemenar          |       | MPPT  | Médecin                                        |

### Ligue communiste révolutionnaire
| N° | Candidats                  | Parti | Parti | Principales fonctions |
| -- | -------------------------- | ----- | ----- | --------------------- |
| 01 | Robert Hirsch              |       | LCR   | Enseignant            |
| 02 | Colette Mollex             |       | LCR   | Enseignante           |
| 03 | Régis Hanen                |       | LCR   | Cheminot              |
| 04 | Slavko Mihaljcek           |       | LCR   | Instituteur           |
| 05 | Jean-Jacques Farreyrol     |       | LCR   | Cheminot              |
| 06 | Jean-Bernard Wojciechowski |       | LCR   | Éducateur             |
| 07 | Corinne Damelincourt       |       | LCR   | Enseignante           |
| 08 | Jean-Jacques Neyhouser     |       | LCR   | Fonctionnaire         |
| 09 | Rose Nobile                |       | LCR   | Éducatrice            |
| 10 | Roberto Damelincourt       |       | LCR   | Enseignant            |
|    |                            |       |       |                       |
| 11 | Francis Maire              |       | LCR   | Technicien PTT        |
| 12 | Robert Blass               |       | LCR   | Enseignant            |

### Parti communiste français
| N° | Candidats           | Parti | Parti | Principales fonctions                                                                                |
| -- | ------------------- | ----- | ----- | --- |
| 01 | Claude Lamm         |       | PCF   | Conseiller général du Canton de Maizières-lès-Metz et maire d'Hagondange, agent de sécurité Unimétal |
| 02 | Marcel Zieder       |       | PCF   | Conseiller municipal de Freyming-Merlebach, retraité HBL                                             |
| 03 | Jacques Marchal     |       | PCF   | Adjoint au maire de Woippy, agent SNCF                                                               |
| 04 | Henriette Simonetto |       | PCF   | Maire d'Algrange                                                                                     |
| 05 | Luc Corradi         |       | PCF   | Maire de Vitry-sur-Orne, éducateur                                                                   |
| 06 | Paule Fonte         |       | PCF   | Cadre administrative, adjointe au maire de Thionville                                                |
| 07 | Georges Muschiati   |       | PCF   | Conseiller municipal de Hayange, électricien                                                         |
| 08 | Valérie Perioli     |       | PCF   | Employée                                                                                             |
| 09 | Fernand Beckrich    |       | PCF   | Instituteur                                                                                          |
| 10 | Joseph Krerowicz    |       | PCF   | Mineur de fer                                                                                        |
|    |                     |       |       | |
| 11 | Marie-Emma Hesse    |       | PCF   | Professeur de collège d'enseignement technique, conseillère municipale de Forbach                    |
| 12 | Bernard Nouredine   |       | PCF   | Chaudronnier                                                                                         |

### Parti socialiste
| N° | Candidats               | Parti | Parti | Principales fonctions                                                           |
| -- | ----------------------- | ----- | ----- | ------------------------------------------------------------------------------- |
| 01 | Jean Laurain            |       | PS    | Député sortant, secrétaire d'État aux Anciens combattants et Victimes de guerre |
| 02 | René Drouin             |       | PS    | Député sortant, conseiller général et maire de Moyeuvre-Grande, enseignant      |
| 03 | Charles Metzinger       |       | PS    | Député sortant et maire de Freyming-Merlebach, professeur                       |
| 04 | Robert Pérussel         |       | PS    | Ingénieur                                                                       |
| 05 | Michel Mathieu          |       | PS    | Professeur, conseiller municipal de Marly                                       |
| 06 | Marie-Thérèse Gansoinat |       | PS    | Adjoint administratif                                                           |
| 07 | Roland Remer            |       | PS    | Professeur                                                                      |
| 08 | Jean Lucas              |       | PS    | Directeur de la Sécurité sociale, conseiller municipal de Bitche                |
| 09 | Michel Liebgott         |       | PS    | Inspecteur DDASS                                                                |
| 10 | Bernard Babault         |       | PS    | Enseignant, conseiller municipal de Saint-Quirin                                |
|    |                         |       |       |                                                                                 |
| 11 | Jean-Jacques Renaud     |       | PS    | Ingénieur, maire de Serémange-Erzange                                           |
| 12 | Jean-Paul Pilla         |       | PS    | Employé, adjoint au maire de Woippy                                             |

### Mouvement des radicaux de gauche
| N° | Candidats          | Parti | Parti | Principales fonctions                                                 |
| -- | ------------------ | ----- | ----- | --------------------------------------------------------------------- |
| 01 | Philippe Reymund   |       | MRG   | Chargé de mission au développement économique                         |
| 02 | Cécil-Paul Coves   |       | MRG   | Adjoint au maire de Thionville                                        |
| 03 | Gilbert Hoffmann   |       | MRG   | Premier adjoint au maire de Puttelange                                |
| 04 | Pierre Bozzetti    |       | MRG   | Conseiller municipal de Coin-lès-Cuvry                                |
| 05 | Erwin Brum         |       | MRG   | Fonctionnaire international, Marange-Silvange                         |
| 06 | Brigitte Demael    |       | MRG   | Mère de famille, Metz                                                 |
| 07 | Germain Webanck    |       | MRG   | Principal adjoint de collège, Boulay                                  |
| 08 | Bernard Elie       |       | MRG   | Directeur d'établissement d'éducation pour enfants inadaptés, Rémilly |
| 09 | Jean-Louis Schwarz |       | MRG   | Mineur, Théding                                                       |
| 10 | André Podsiadlo    |       | MRG   | Professeur de lycée, Saint-Avold                                      |
|    |                    |       |       |                                                                       |
| 11 | Robert Leroy       |       | MRG   | Agriculteur, Vigy-Hessange                                            |
| 12 | Roger Debière      |       | MRG   | Chef d'entreprise, Ennery                                             |

### Les Verts
| N° | Candidats                 | Parti | Parti | Principales fonctions                    |
| -- | ------------------------- | ----- | ----- | ---------------------------------------- |
| 01 | Marie-Anne Isler          |       | LV    | Chargée d'études en écologie, Hilbesheim |
| 02 | Philippe Hannetelle       |       | LV    | Agent de conduite SNCF, Metz             |
| 03 | Gilbert Poirot            |       | LV    | Bûcheron, Viller                         |
| 04 | Clément Wittmann          |       | LV    | Animateur associatif, Sarrebourg         |
| 05 | Christian Zimmermann      |       | LV    | Agent PTT, Torcheville                   |
| 06 | Fabrice Cosson            |       | LV    | Étudiant en histoire, Metz               |
| 07 | Arlette Barraco           |       | LV    | Enseignante, Sarreguemines               |
| 08 | Maurice Belvoix           |       | LV    | Ouvrier HBL, Erstroff                    |
| 09 | Blandine Martin           |       | LV    | Enseignante, Metz Magny                  |
| 10 | Daniel Béguin             |       | LV    | Directeur d'études, Fénétrange           |
|    |                           |       |       |                                          |
| 11 | Irène Kornetzky Dollinger |       | LV    | Mère de famille, Saint-Julien-lès-Metz   |
| 12 | Jean-Marc Debrycke        |       | LV    | Agent de station, Thionville             |

### Opposition (UDF)
| N° | Candidats           | Parti | Parti      | Principales fonctions                                                                                       |
| -- | ------------------- | ----- | ---------- | --- |
| 01 | Jean Seitlinger     |       | UDF-CDS    | Député sortant, conseiller général du Canton de Rohrbach-lès-Bitche et maire de Rohrbach-lès-Bitche, avocat |
| 02 | Denis Jacquat       |       | UDF-PR     | Conseiller général du Canton de Metz-Ville-2 et adjoint au maire de Metz, médecin ORL                       |
| 03 | Charles Stirnweiss  |       | UDF-CDS    | Conseiller général du canton de Behren-lès-Forbach, adjoint au maire de Forbach, pharmacien                 |
| 04 | Jean-Pierre Heitz   |       | UDF-PR     | Conseiller général du Canton d'Yutz et maire d'Illange, chef d'entreprise                                   |
| 05 | Armand Nau          |       | UDF-CDS    | Conseiller général du Canton de Saint-Avold-2 et maire de Carling, comptable                                |
| 06 | Yves Kesseler       |       | UDF (app.) | Maire de Munster, dirigeant de PME                                                                          |
| 07 | Gaston Mirguet      |       | UDF        | Cadre préretraité de la sidérurgie                                                                          |
| 08 | Claire Francfort    |       | UDF-PRV    | Secrétaire de direction, conseillère municipale de Montigny-lès-Metz                                        |
| 09 | Jean-Paul Holz      |       | UDF        | Fonctionnaire                                                                                               |
| 10 | Jean-Pierre Bourlon |       | UDF        | Médecin généraliste                                                                                         |
|    |                     |       |            | |
| 11 | Léon Hoff           |       | UDF        | Agent de maitrise                                                                                           |
| 12 | Gisèle Vert         |       | UDF        | Conseillère municipale de Metz                                                                              |

### Opposition (RPR)
| N° | Candidats           | Parti | Parti | Principales fonctions                                                                               |
| -- | ------------------- | ----- | ----- | --------------------------------------------------------------------------------------------------- |
| 01 | Pierre Messmer      |       | RPR   | Député sortant et maire de Sarrebourg, ancien Premier Ministre                                      |
| 02 | Jean-Louis Masson   |       | RPR   | Député sortant, conseiller régional et conseiller général du Canton de Vigy, ingénieur des Mines    |
| 03 | Jean-Marie Demange  |       | RPR   | Conseiller général du Canton de Thionville-Ouest, médecin                                           |
| 04 | André Berthol       |       | RPR   | Conseiller général du Canton de Saint-Avold-1 et conseiller municipal de Saint-Avold, notaire       |
| 05 | Georges Faivre      |       | RPR   | Conseiller général du Canton de Sarreguemines et adjoint au maire de Sarreguemines, cadre supérieur |
| 06 | Marcel Wendling     |       | RPR   | Conseiller général du Canton de Fameck, médecin                                                     |
| 07 | Jean-Luc Chaigneau  |       | RPR   | Conseiller général du Canton de Lorquin, attaché de préfecture                                      |
| 08 | Marie-Jo Zimmermann |       | RPR   | Professeure d'histoire et de géographie                                                             |
| 09 | Olivier Kirsch      |       | RPR   | Syndic de copropriétés                                                                              |
| 10 | France Arnould      |       | RPR   | Secrétaire                                                                                          |
|    |                     |       |       | |
| 11 | Maurice Déro        |       | RPR   | Conseiller général et adjoint au maire de Montigny-les-Metz, pharmacien retraité                    |
| 12 | Martial Villemin    |       | RPR   | Conseiller général du Canton de Delme et ancien maire de Delme, vétérinaire en retraite             |

### Opposition (CNI)
| N° | Candidats            | Parti | Parti     | Principales fonctions                                                                                   |
| -- | -------------------- | ----- | --------- | --- |
| 01 | Jean Kiffer          |       | CNI       | Conseiller général du Canton de Rombas et maire d'Amnéville, docteur en médecine                        |
| 02 | Robert Pax           |       | UDF diss. | Juriste, maire de Sarreguemines                                                                         |
| 03 | Jean-Marc Plez       |       | CNI       | Chef d'entreprise                                                                                       |
| 04 | Gilbert Robinet      |       | CNI       | Agriculteur, maire d'Amelecourt                                                                         |
| 05 | Jean-Claude Brunie   |       | CNI       | Professeur                                                                                              |
| 06 | Pierre Keller        |       | CNI       | Sidérurgiste en dispense d'activité, maire de Kédange-sur-Canner                                        |
| 07 | Jacques Baillet      |       | CNI       | Pharmacien-biologiste, adjoint au maire de Metz                                                         |
| 08 | Eric Litzelmann      |       | CNI       | Responsable de magasin, conseiller municipal de Yutz                                                    |
| 09 | Jean-Claude Spindler |       | CNI       | Mineur                                                                                                  |
| 10 | Livier Barthélemy    |       | CNI       | Agriculteur, maire de Tarquimpol                                                                        |
|    |                      |       |           | |
| 11 | Paul Jaman           |       | CNI       | Chargé d'études, maire de Mondelange                                                                    |
| 12 | Bernard Deramaix     |       | CNI       | Cadre sidérurgiste, conseiller général du canton de Marange-Silvange, maire de Saint-Privat-la-Montagne |

### Parti ouvrier européen
| N° | Candidats         | Parti | Parti | Principales fonctions                                  |
| -- | ----------------- | ----- | ----- | ------------------------------------------------------ |
| 01 | Jacques Cheminade |       | POE   | Ancien administrateur civil, secrétaire général du POE |
| 02 | Moussa Ouchène    |       | POE   | Maçon                                                  |
| 03 | Isabelle Corre    |       | POE   | Sage-femme                                             |
| 04 | Mohamed Kerim     |       | POE   | Soudeur                                                |
| 05 | Mohamed Boulahis  |       | POE   | Tourneur                                               |
| 06 | Régis Garsot      |       | POE   | Etudiant                                               |
| 07 | Zohra Ouchène     |       | POE   |                                                        |
| 08 | Mahammed Alem     |       | POE   | Conducteur des ponts roulants                          |
| 09 | Jeannine Wolff    |       | POE   | Secrétaire-comptable                                   |
| 10 | Michel Sentis     |       | POE   | Agent commercial                                       |
|    |                   |       |       |                                                        |
| 11 | Abdallah Gaad     |       | POE   | Machiniste                                             |
| 12 | Rabah Nafa        |       | POE   |                                                        |

### Front national
| N° | Candidats            | Parti | Parti | Principales fonctions        |
| -- | -------------------- | ----- | ----- | ---------------------------- |
| 01 | Guy Herlory          |       | FN    | Radiologue                   |
| 02 | Edouard Crespin      |       | FN    | Officier de l'Armée de l'Air |
| 03 | Eric Benoist         |       | FN    | Gérant de société            |
| 04 | Louis Laurent        |       | FN    | Agriculteur                  |
| 05 | Marie-Jeanne Teitgen |       | FN    | Médecin spécialiste ORL      |
| 06 | Jean-Claude Gauthier |       | FN    | Technicien en architecture   |
| 07 | Thierry Gourlot      |       | FN    | Employé SNCF                 |
| 08 | Jacques Duquesnois   |       | FN    | Instituteur                  |
| 09 | Anne Kiffer          |       | FN    | Professeur                   |
| 10 | Georges Laufer       |       | FN    | Transporteur                 |
|    |                      |       |       |                              |
| 11 | Guy Alexandre        |       | FN    | Artisan                      |
| 12 | Christian Lefait     |       | FN    | Agent de gestion             |

Une liste dissidente du FN, intitulée "Liste Front d'opposition national", menée par Danielle Peiffert, avait été déposée en Préfecture, mais n'a pas participé au scrutin.

## Résultats

### Résultats à l'échelle du département
| Liste Parti politique | Liste Parti politique                                                                                               | Tête de liste       | Tour unique | Tour unique | Sièges |
| Liste Parti politique | Liste Parti politique                                                                                               | Tête de liste       | Voix        | %           | Sièges |
| --------------------- | --- | ------------------- | ----------- | ----------- | ------ |
|                       | Pour une majorité de progrès avec le président de la République Parti socialiste                                    | Jean Laurain        | 132 390     | 27,29       | 3      |
|                       | Rassemblement de la Moselle pour la République Rassemblement pour la République                                     | Pierre Messmer      | 126 513     | 26,08       | 3      |
|                       | Liste UDF Union pour la démocratie française (CDS - PR)                                                             | Jean Seitlinger     | 69 108      | 14,25       | 2      |
|                       | Liste de Rassemblement national présentée par le Front national Front national                                      | Guy Herlory         | 64 083      | 13,21       | 1      |
|                       | La Moselle debout Centre national des indépendants                                                                  | Jean Kiffer         | 36 681      | 7,56        | 1      |
|                       | Liste présentée par le Parti communiste français Parti communiste français                                          | Claude Lamm         | 29 057      | 5,99        | 0      |
|                       | Liste écologiste pour la Moselle Les Verts                                                                          | Marie-Anne Isler    | 16 310      | 3,36        | 0      |
|                       | Un projet pour l'avenir Mouvement des radicaux de gauche                                                            | Philippe Reymund    | 3 421       | 0,71        | 0      |
|                       | Liste du Parti ouvrier européen Extrême droite (Parti ouvrier européen)                                             | Jacques Cheminade   | 3 176       | 0,65        | 0      |
|                       | Liste du Mouvement pour un parti des travailleurs Moselle Extrême gauche (Mouvement pour un parti des travailleurs) | Jean-Claude Morisse | 3 061       | 0,63        | 0      |
|                       | Liste de la LCR Ligue communiste révolutionnaire                                                                    | Robert Hirsch       | 1 328       | 0,27        | 0      |
|                       | |                     |             |             |        |
| Inscrits              | Inscrits | Inscrits            | 658 408     | 100,00      | 10     |
| Abstentions           | Abstentions | Abstentions         | 145 961     | 22,17       |        |
| Votants               | Votants | Votants             | 512 447     | 77,83       |        |
| Blancs et nuls        | Blancs et nuls | Blancs et nuls      | 27 319      | 5,33        |        |
| Exprimés              | Exprimés | Exprimés            | 485 128     | 94,67       |        |